# Кук, Сэм (фотомодель)
Сэм Кук (англ. Sam Cooke, родилась 19 ноября 1985 в Манчестере) — британская фотомодель. Снималась для мужских журналов, в число которых входят FHM, FRONT, Maxim, Loaded, Zoo и Nuts.

## Биография
Родом из Манчестера. Снималась для газеты The Sun, была звездой «третьей страницы» и выиграла конкурс красоты от газеты в 2006 году. Снималась для календаря. Работала некоторое время ди-джеем в клубах, выступая на дискотеках по всему миру (в том числе в Египте, Малайзии и на Ибице). Сотрудничала с танцевальным лейблом Hed Kandi.
В настоящий момент встречается с футболистом «Манчестер Юнайтед» Крисом Смоллингом, журналистами называется одной из самых красивых спутниц футболистов Англии.